# 폐후 보르지기트씨

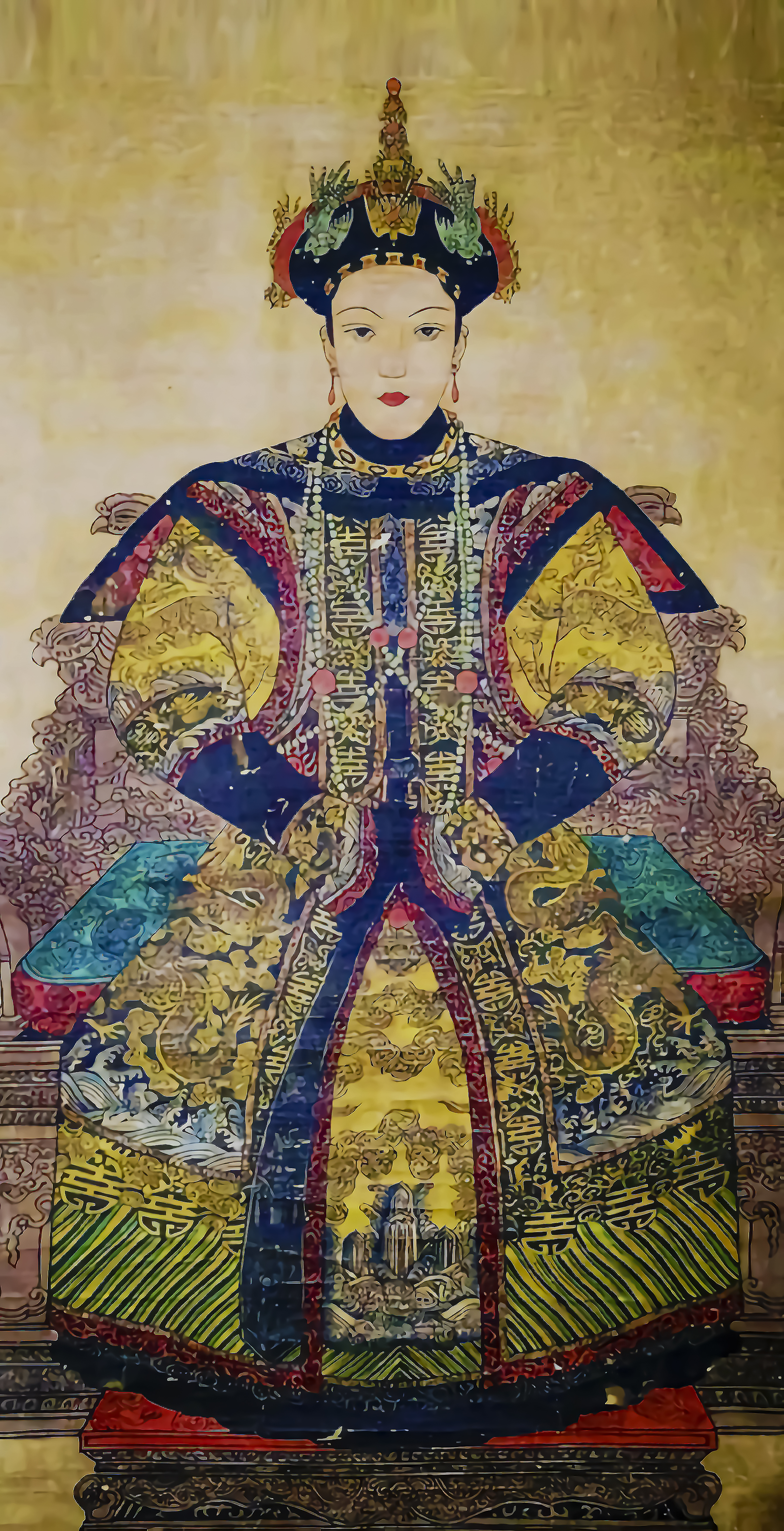

폐후 보르지기트씨(廢后 博爾濟吉特氏, 생몰년 미상 )은  청나라 제 3대 황제 순치제의 첫 황후로 몽골 과이심 출신이다. 생몰년은 알려지지 않으며, 이름은 액이덕니포목파(額爾德尼布木巴, 몽골어: ᠡᠷᠳᠡᠨᠢᠪᠤᠮᠪᠠ Эрдэнэбумба), 일설에는 나목종(娜木鍾)이라 전하기도 한다. 순치제의 생모인 효장문황후 박이제길특씨의 오빠 오극선의 딸로 순치제에겐 외사촌 기도 하다.

## 생애
효단문황후가 친정인 몽골 과이심 보르지긴 씨족의 번영을 위해 질녀인 효장문황후와 민혜공화원비를 남편 숭덕제(홍타이지)의 측실로 바쳤던 것과 같은 이유로, 효장문황후 역시 질녀인 폐후를 1651년 아들 순치제의 황후로 책봉했다. 그러나 이 혼사에 대해 처음부터 반감이 컸던 순치제는 결국 트집을 잡아 1653년에 황후를 폐위시켰고, 효장문황후를 위시한 조정 대신들의 반대로 궁 밖으로 폐출하진 않고 후궁인 정비(靜妃)로 강봉(降封)해 측궁(側宮)에 머물게 하였다. 1년 뒤 효장문황후는 조카 작이제(폐후의 오빠)의 두 딸을 입궁시켜 그 중 언니를 순치제의 새 황후로 책봉하고 동생을 후궁으로 삼으니, 효혜장황후와 숙혜비이다.

## 가족 관계
- 조부 : 과이심패륵 화석충친왕 채상(科爾沁貝勒 和碩忠親王 寨桑)
- 아버지 : 탁례극도친왕 오극선(卓禮克圖親王 吳克善)
- 오빠 : 과이심패륵 작이제(科爾沁貝勒 綽爾濟)
- 남편 : 청나라 제3대 황제 순치제(順治帝, 1638 - 1661, 재위 1644 - 1661)

## 같이 보기
- 입팔분공